# 惶然錄

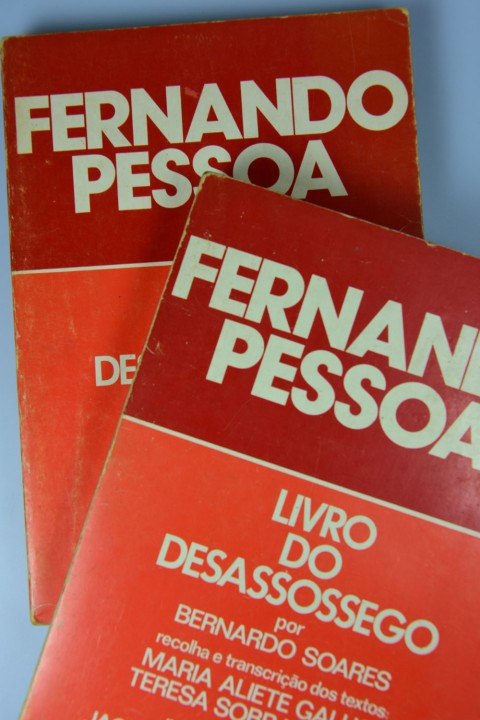
《惶然錄》（2 卷），阿提卡編輯 ，
里斯本，1982 年 。

《惶然錄》又译作《不安之書》（葡萄牙語 : Livro do Desassossego，英語：The Book of Disquiet ) 是葡萄牙詩人費爾南多·佩索阿在晚年的隨筆作品，是仿日記式小說，是後人在他死後加以整理後出版。
費爾南多·佩索阿本人將這本未完成的書歸功於他的半異名貝爾納多·蘇亞雷斯，他是里斯本市的簿記員助理。
故事背景為二十世紀初的里斯本，見證了1910年葡萄牙君主政體的崩潰，以及1926年的軍事政變，在動盪的政治下，主角是公司的小職員，貝納多·蘇亞雷斯，記帳助理,安然自得的孤獨生活，以多方面的哲學反思抒發他心中的惶然。也可以算作笔者的自传体小说，引起西方文坛轰动。作者生前不得志，但是在80年代，他却变成了西方文学的旗帜性人物。